# 비앙카 로슨
비앙카 로슨(Bianca Lawson, 1979년 3월 20일 ~ )은 미국의 배우이다.

## 출연 작품

### 텔레비전
- 스마트 가이 (1997, Smart Guy)
- 뱀파이어 해결사 (1997-98)
- 도슨의 청춘일기 (1999-2000)
- 미국 십대의 비밀생활 (2009)
- 본즈 (2009)
- 뱀파이어 다이어리 (2009-14)
- 프리티 리틀 라이어스 (2010-12)
- 아메리칸 호러 스토리 (2011)

### 영화
- The Temptations (1998)
- 프라이머리 컬러스 (1998)
- 빅 몬스터 온 캠퍼스 (2000, Boltneck)
- 세이브 더 라스트 댄스 (2001)
- 성자들의 축제 (2001, The Feast of All Saints)
- 데드 & 브렉퍼스트 (2004)
- 애인차는 법 (2004, Breakin' All the Rules)
- Fearless (2004)
- Flip the Script (2005)
- 브로큰 (2006, Broken)
- 플레지 디스! (2006, National Lampoon's Pledge This!)
- 슈퍼게이터 (2007, Supergator)
- All About Christmas Eve (2012)